# SNK Hall 21 Based
SNK Hall 21 Based es una Placa de arcade creada por SNK destinado a los salones arcade.

## Descripción
El SNK Hall 21 Based fue lanzado por SNK en 1985.
El sistema tenía dos procesadores Z80, operando a una frecuencia de 4 MHz. Para el audio, estaba un Z80 con una velocidad de 4 MHz.
En esta placa funcionaron 2 títulos creados por SNK: ASO : Armored Scrum Object / Alpha Mission / Arian Mission y HAL 21.

## Especificaciones técnicas

### Procesador
- 2x Z80 trabajando a 4 MHz

### Audio
- Z80 trabajando a 4 MHz

## Lista de videojuegos
- ASO : Armored Scrum Object / Alpha Mission / Arian Mission
- HAL 21